# Pieczęć stanowa Vermontu

Pieczęć stanowa Vermontu

Pieczęć stanowa Vermontu przedstawia sosnę, która jest tradycyjnym symbolem Nowej Anglii. Snopy zboża i krowa symbolizują rolniczy charakter stanu. Gałązki sosny upamiętniają fakt, że żołnierze Vermontu użyli ich w 1814 roku do kamuflażu w czasie bitwy pod Plattsburghiem.
Pieczęć ma przedstawiać dawny widok z rodzinnego domu pierwszego gubernatora (od 1778 roku)  Thomasa Chittendena.
Projektantem pieczęci był Ira Allen, jeden z przywódców Green Mountain Boys i fundator Uniwersytetu Vermontu.

## Herb Vermontu

Obecna wersja herbu Vermontu użyta na fladze stanu

Herb został stworzony na początku XIX wieku i został po raz pierwszy użyty w 1807 roku Na banknotach o wartości 5 $. Wczesne przedstawienia różniły się od siebie bardzo mocno. Herb pojawił się na mundurach pułku walczącego w Wojnie Secesyjnej. Dziś herb pojawia się na fladze Vermontu, nad mównicą w Vermont State House i na budynkach sądów. Znaczenie elementów herbu jest identyczne z analogicznymi elementami pieczęci.

## Historyczne wersje

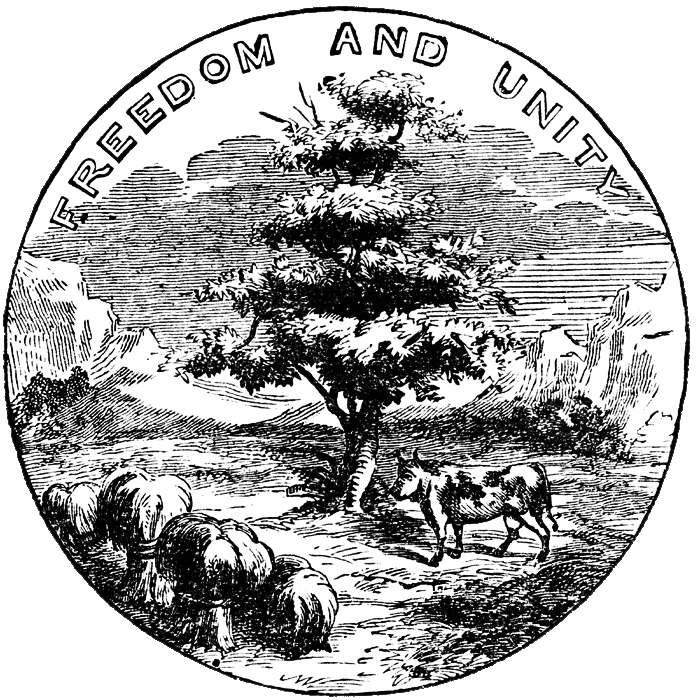
Starsza wersja pieczęci
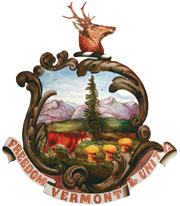
Herb z 1866 r. Stworzony na sufit sali Izby Reprezentantów Stanów Zjednoczonych w Kapitolu